# Vienības gatve
Vienības gatve est une rue de la banlieue de Zemgale à Rīga et de Mārupe en Lettonie,.

## Présentation
La rue Vienības gatve traverse les quartiers de Torņakalns, Atgāzene et Ziepniekkalns.
Vienības gatve commence à l'intersection avec la rue Jelgava iela, à côté de la Maison de la nature de l'Université de Lettonie, et se termine à la frontière de Riga, au marais Medema purvs. 
Depuis l'intersection avec Kārļa Ulmaņa gatve, le tracé de la route nationale  passe par Vienības gatve.
La rue compte 2 à 4 voies, dans le tronçon allant de la rue Jelgavas iela à la rue Kārļa Ulmaņa gatve, il y a une voie dans chaque direction, dans le reste de la rue, elle a deux voies dans chaque direction. 
La longueur totale de la rue est d'environ 6,9 km.

## Rénovation
En 2012 et 2013, la municipalité de Riga, avec le cofinancement du Fonds européen de développement régional (FEDER), a réalisé des travaux de reconstruction sur le tronçon de Vienības gatve, de la rue Kaplavas iela à la rue Ozolciema iela, élargissant la rue à quatre voies (deux dans chaque sens), construction de trottoirs, transports en commun plaçant des arrêts et construction d'une contre allée de circulation locale sur les bords. Des feux de circulation ont été installés aux intersections avec la rue Ābolu iela et la rue Ozolciema iela.
En 2022, la piste cyclable Centrs-Ziepniekalns a été construite le long de la Vienības gatvi.

## Galerie

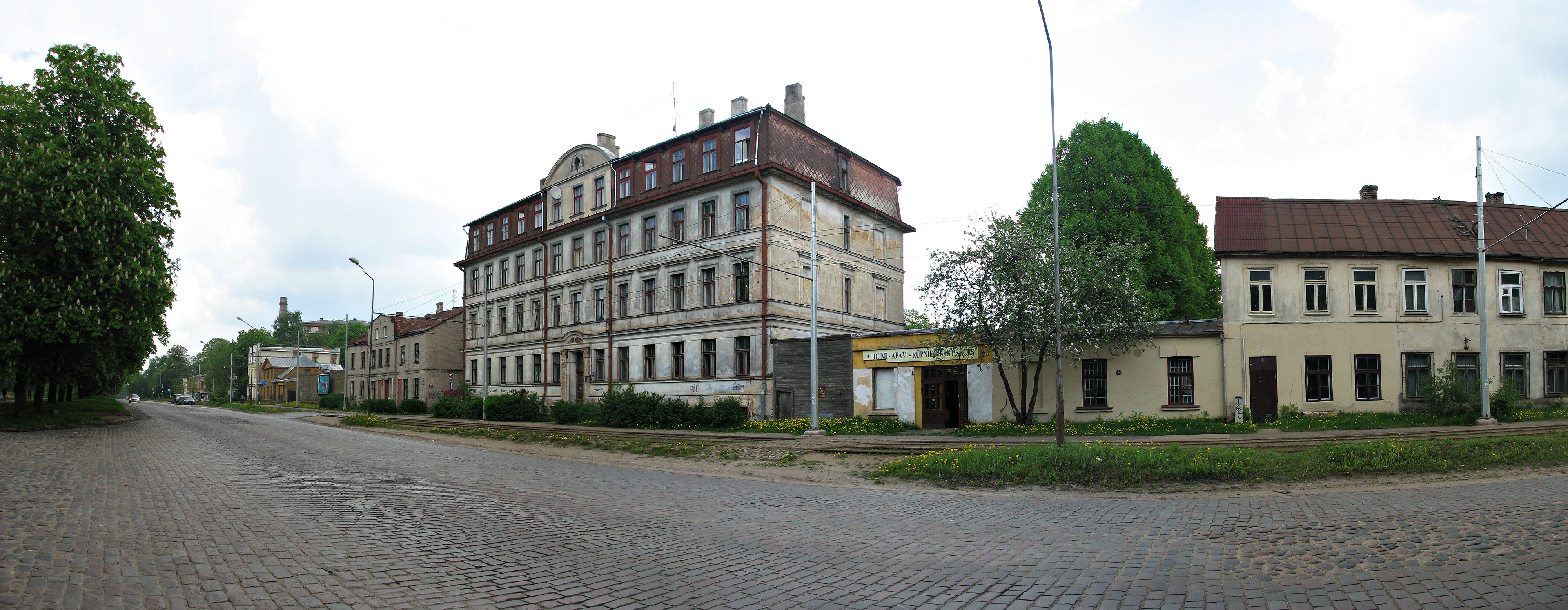
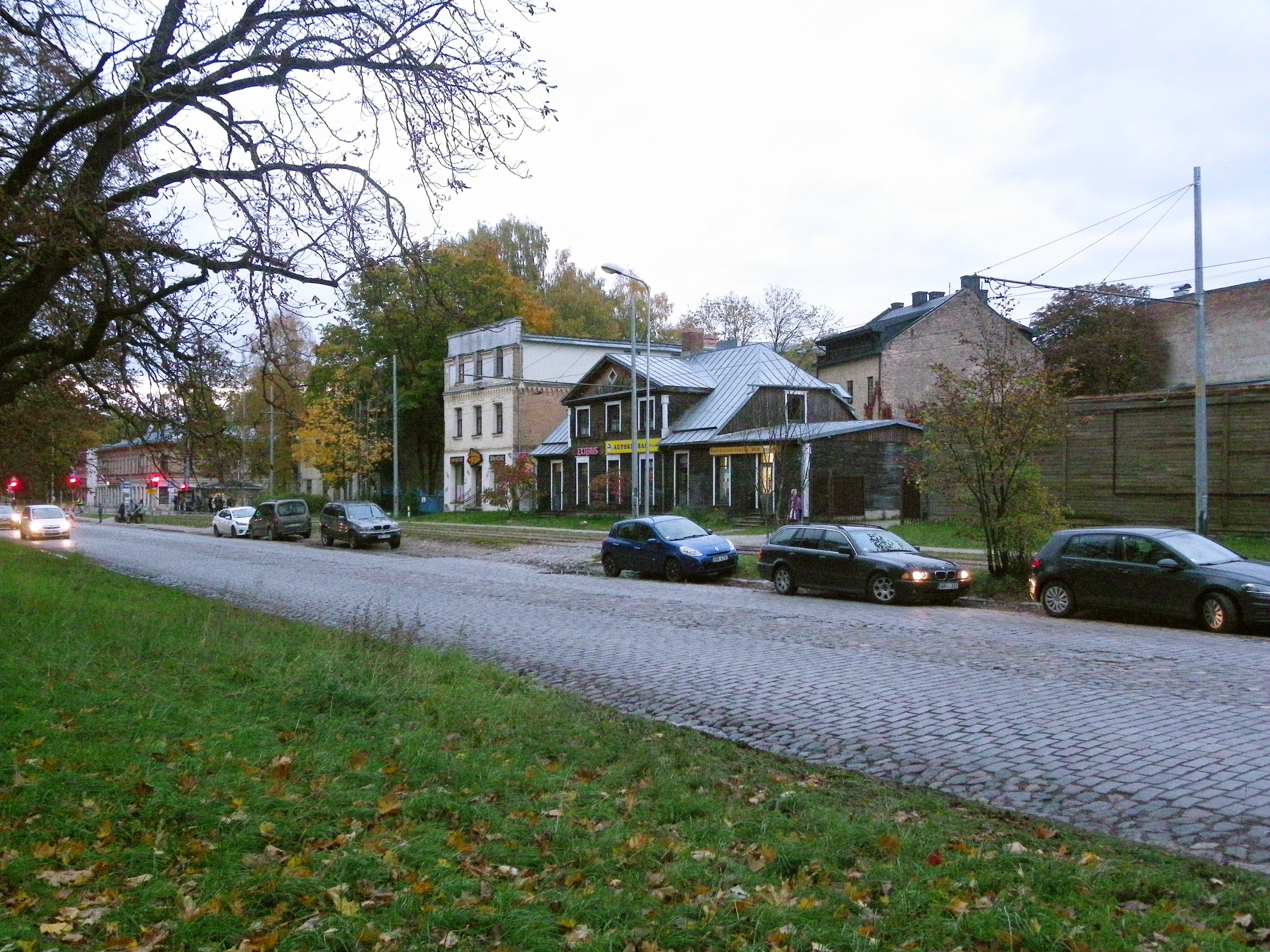
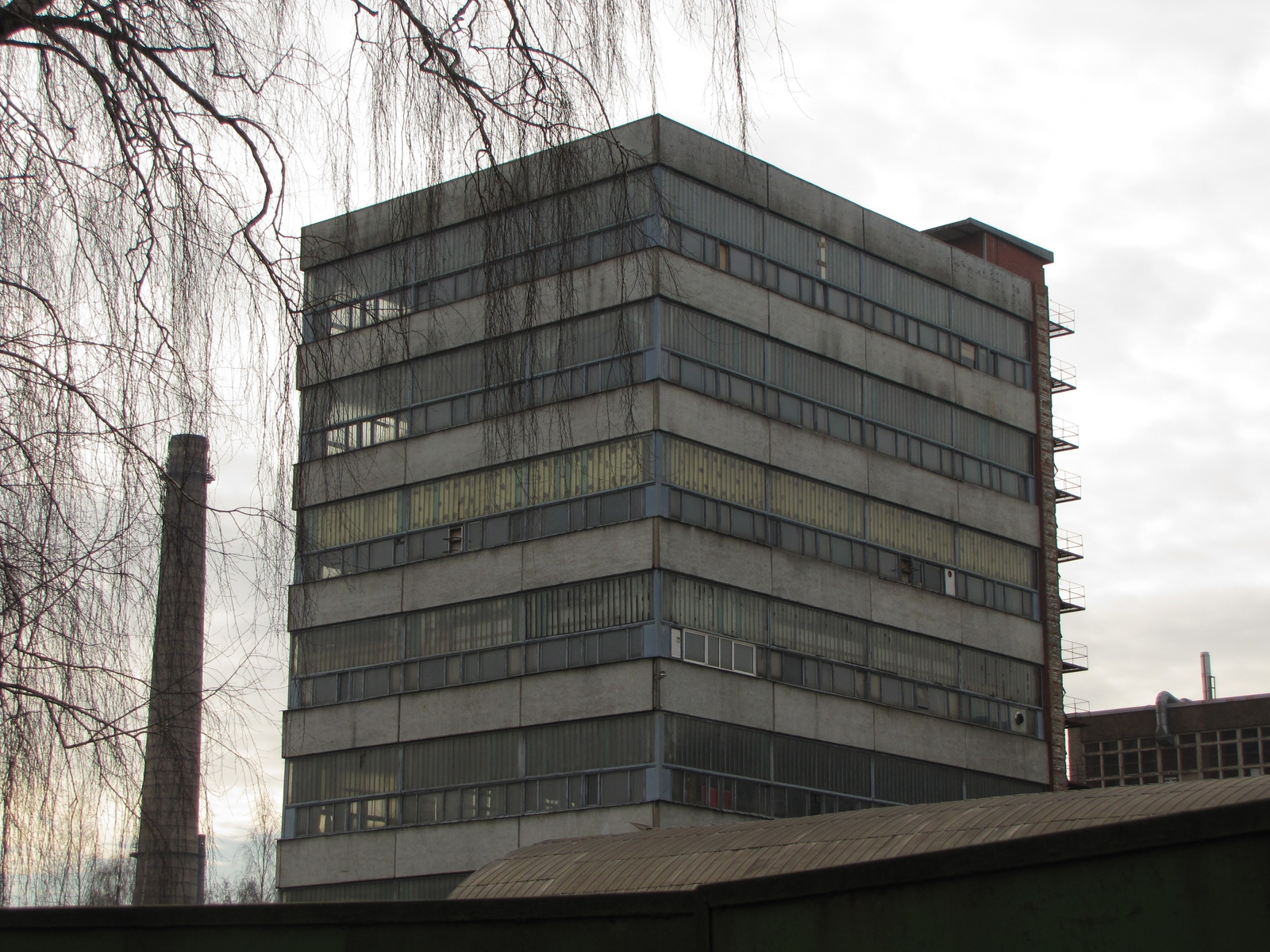
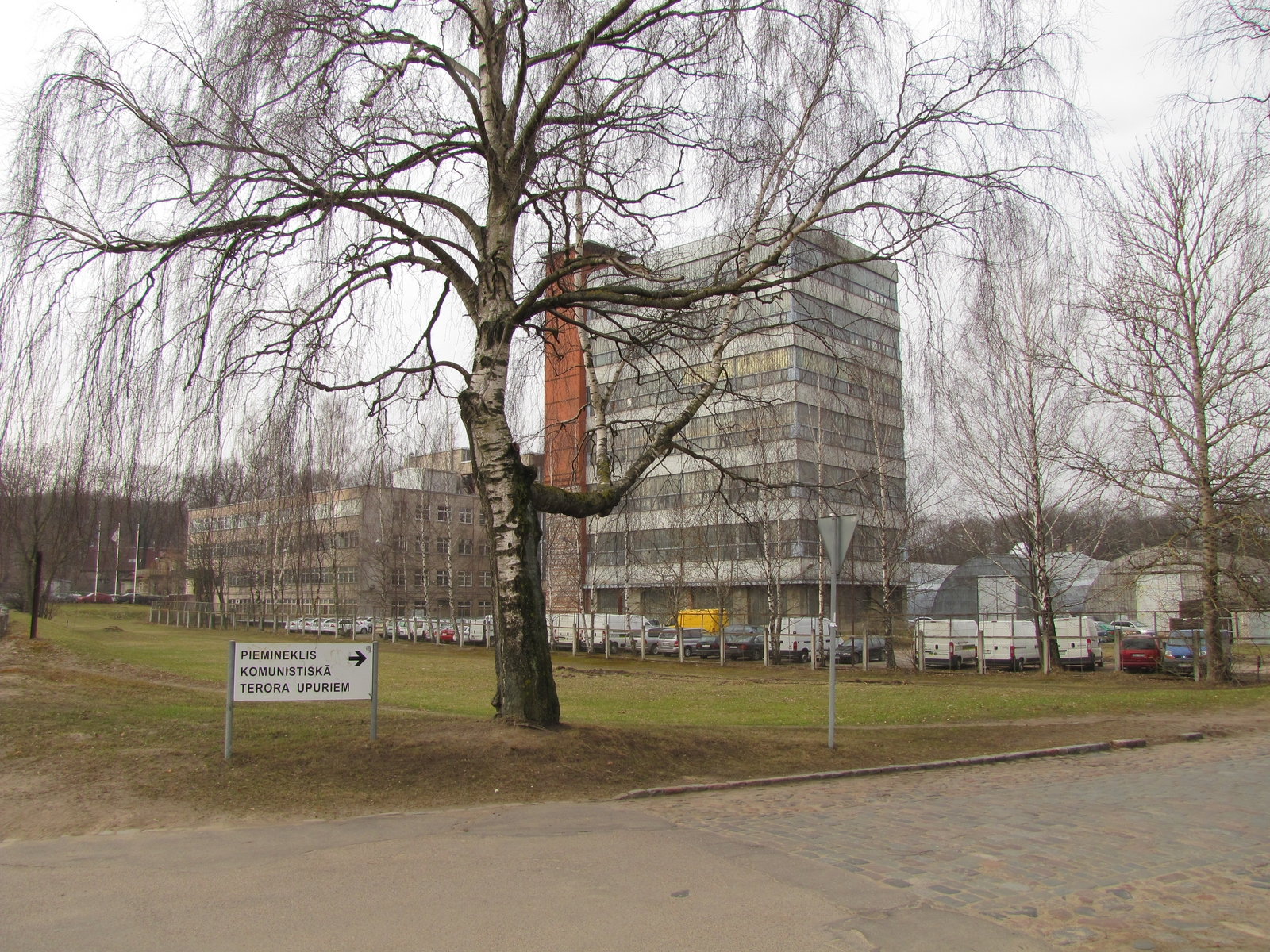
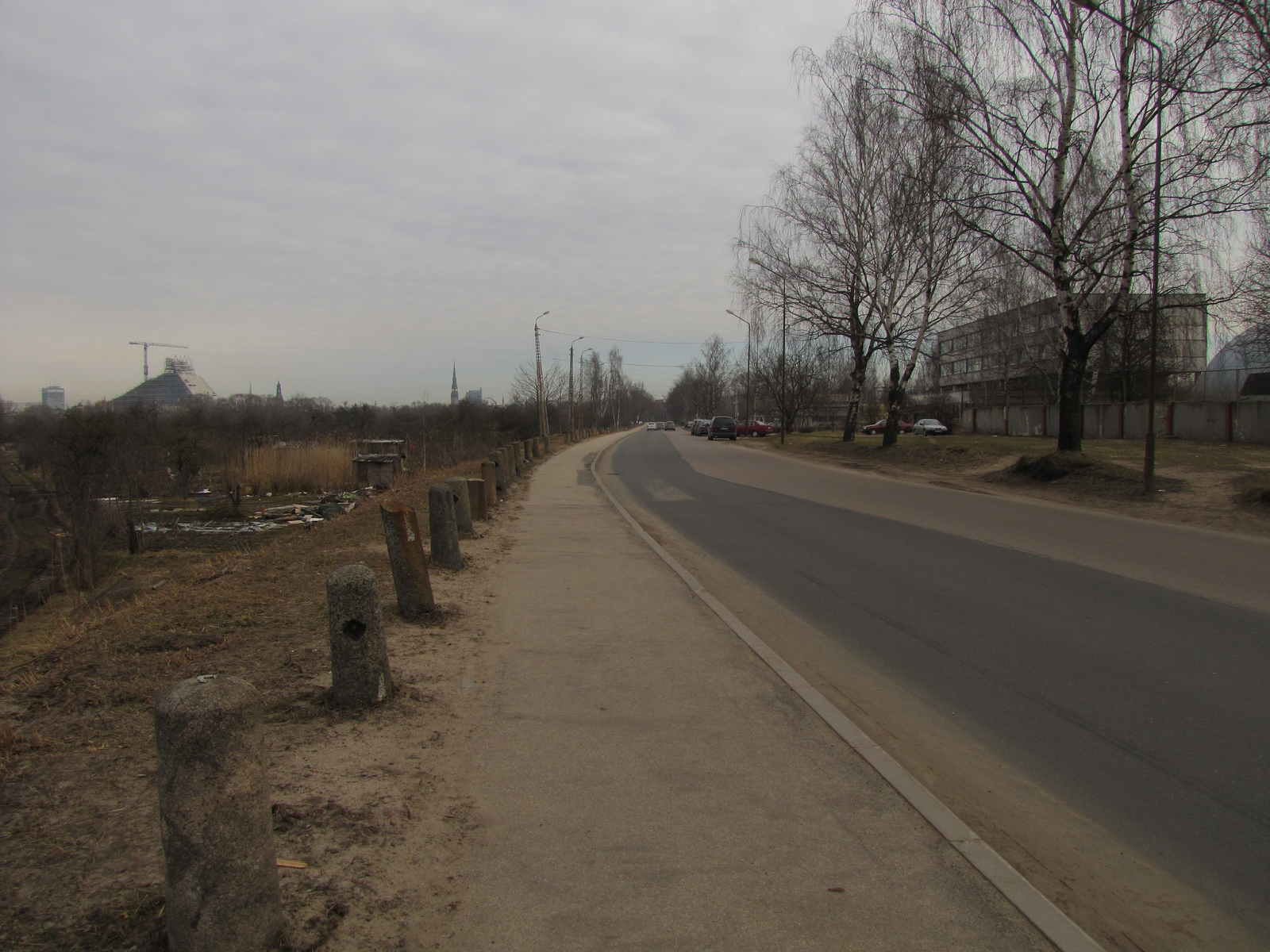
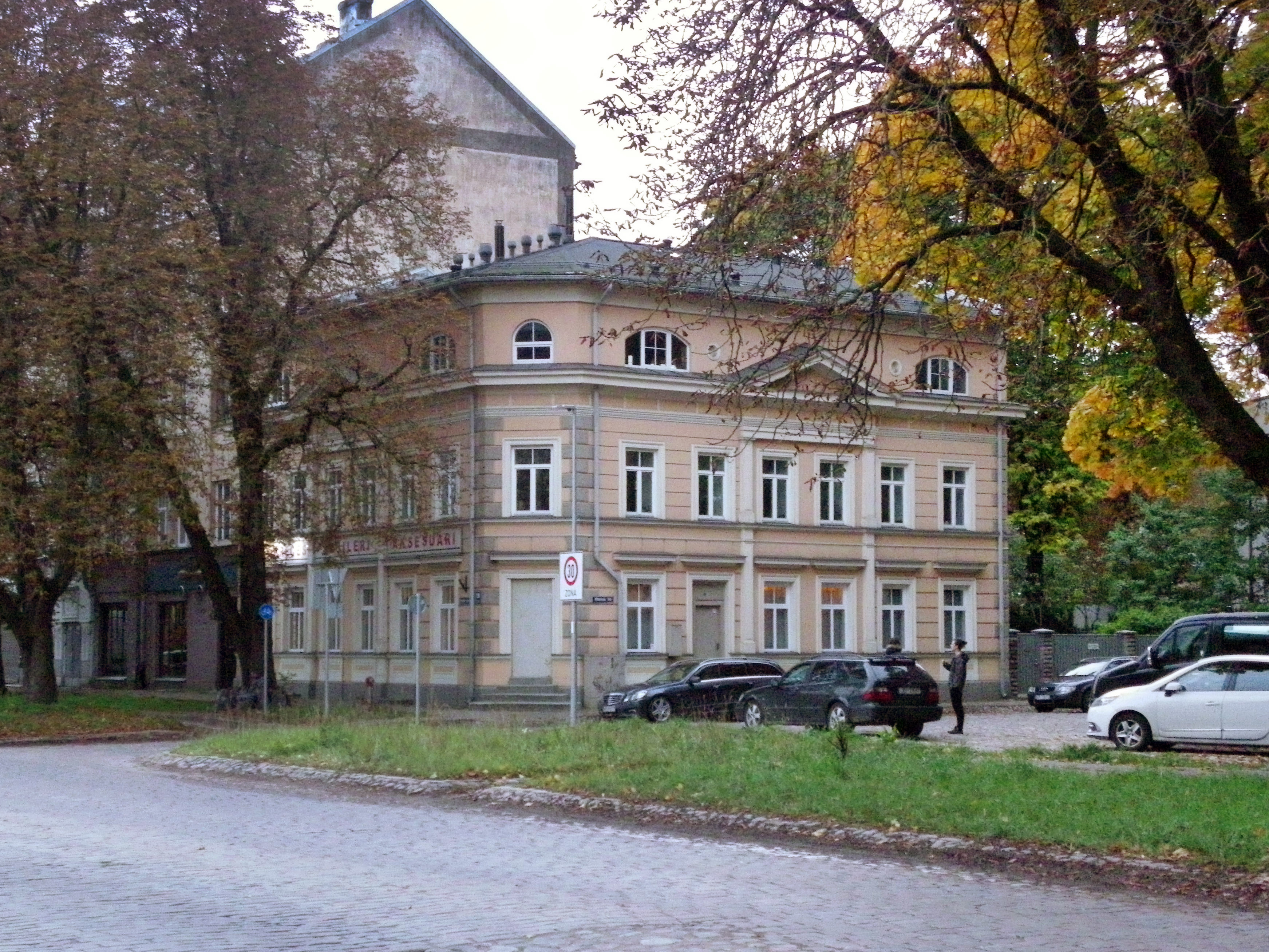
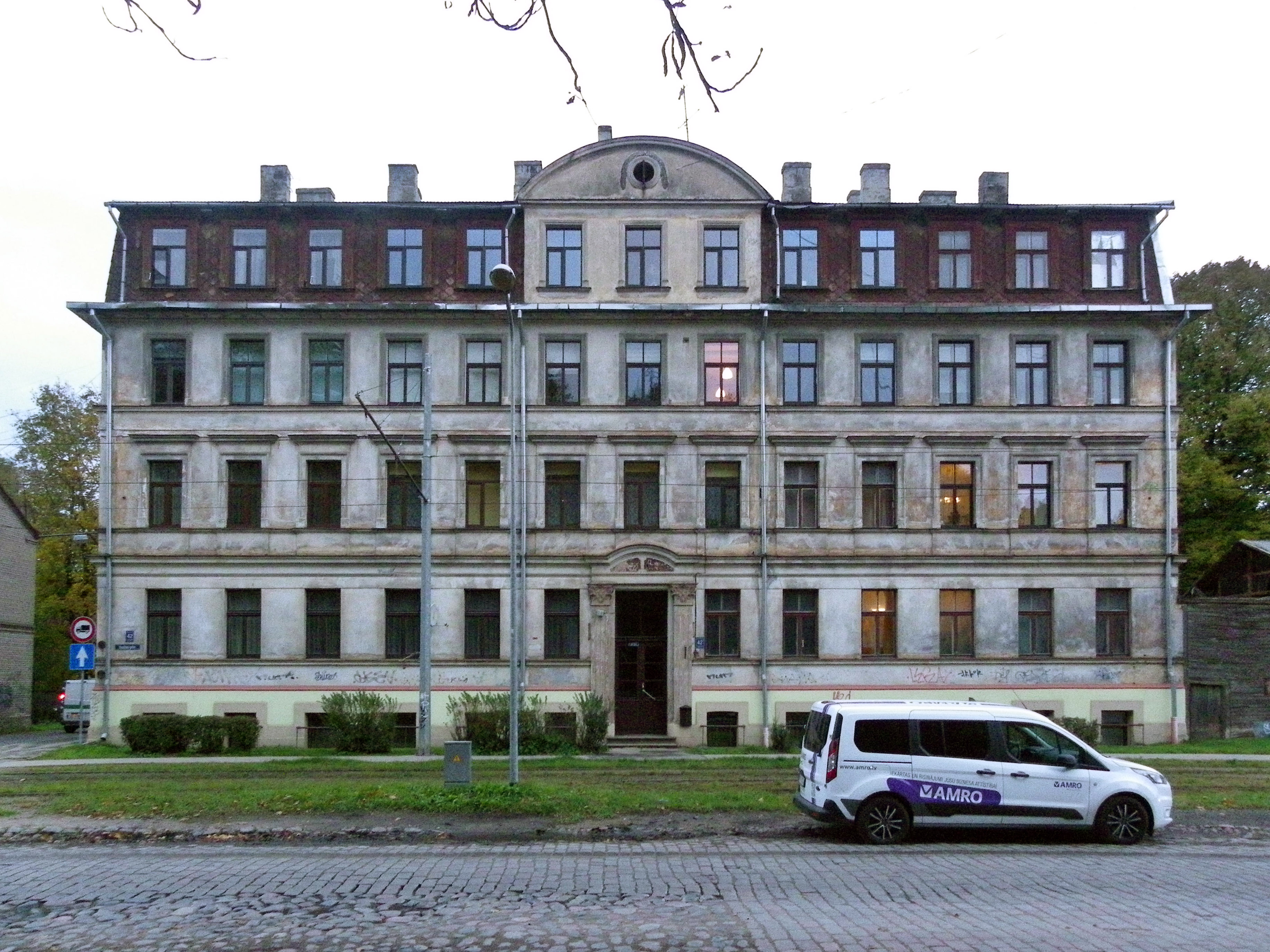
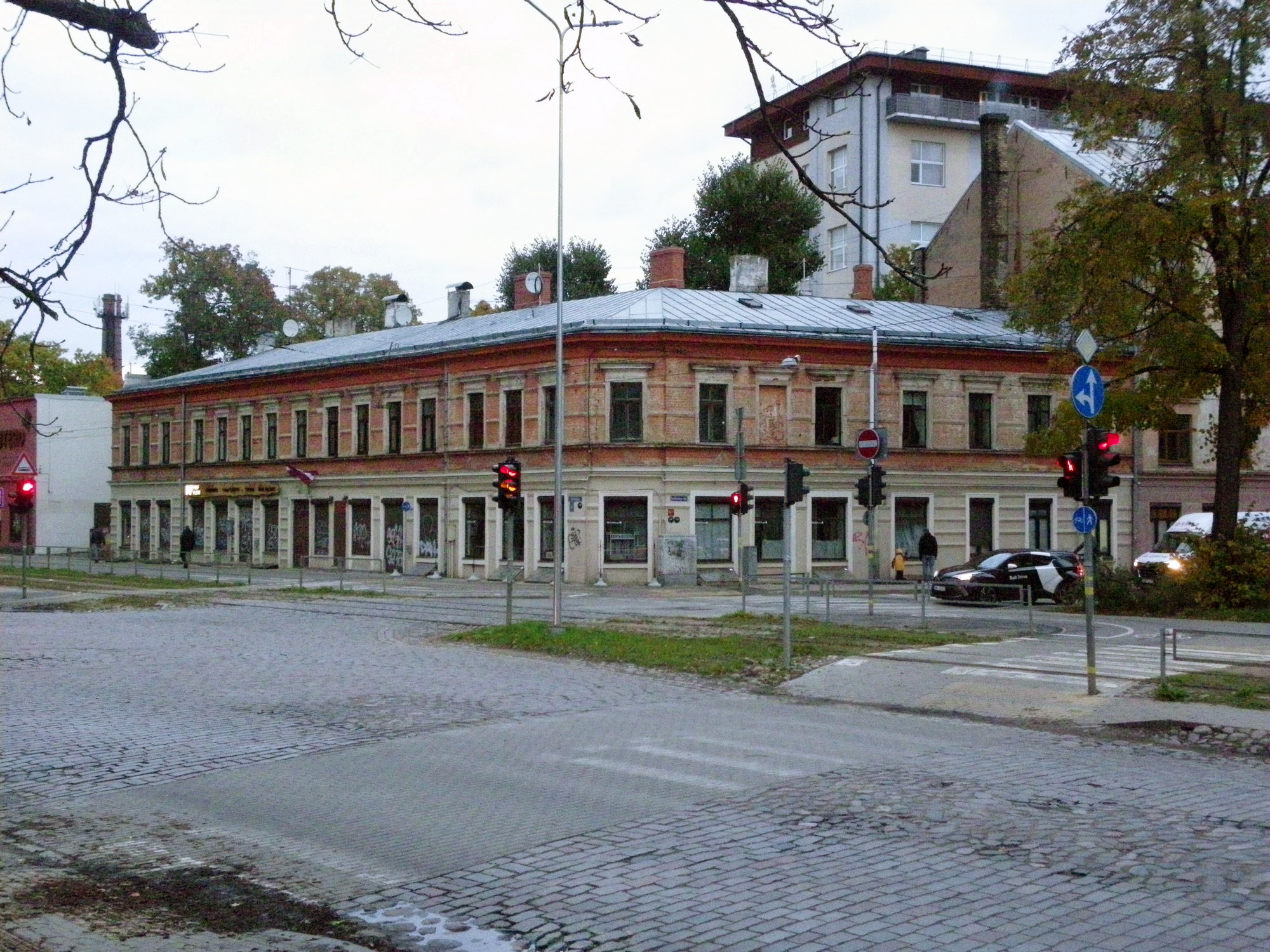
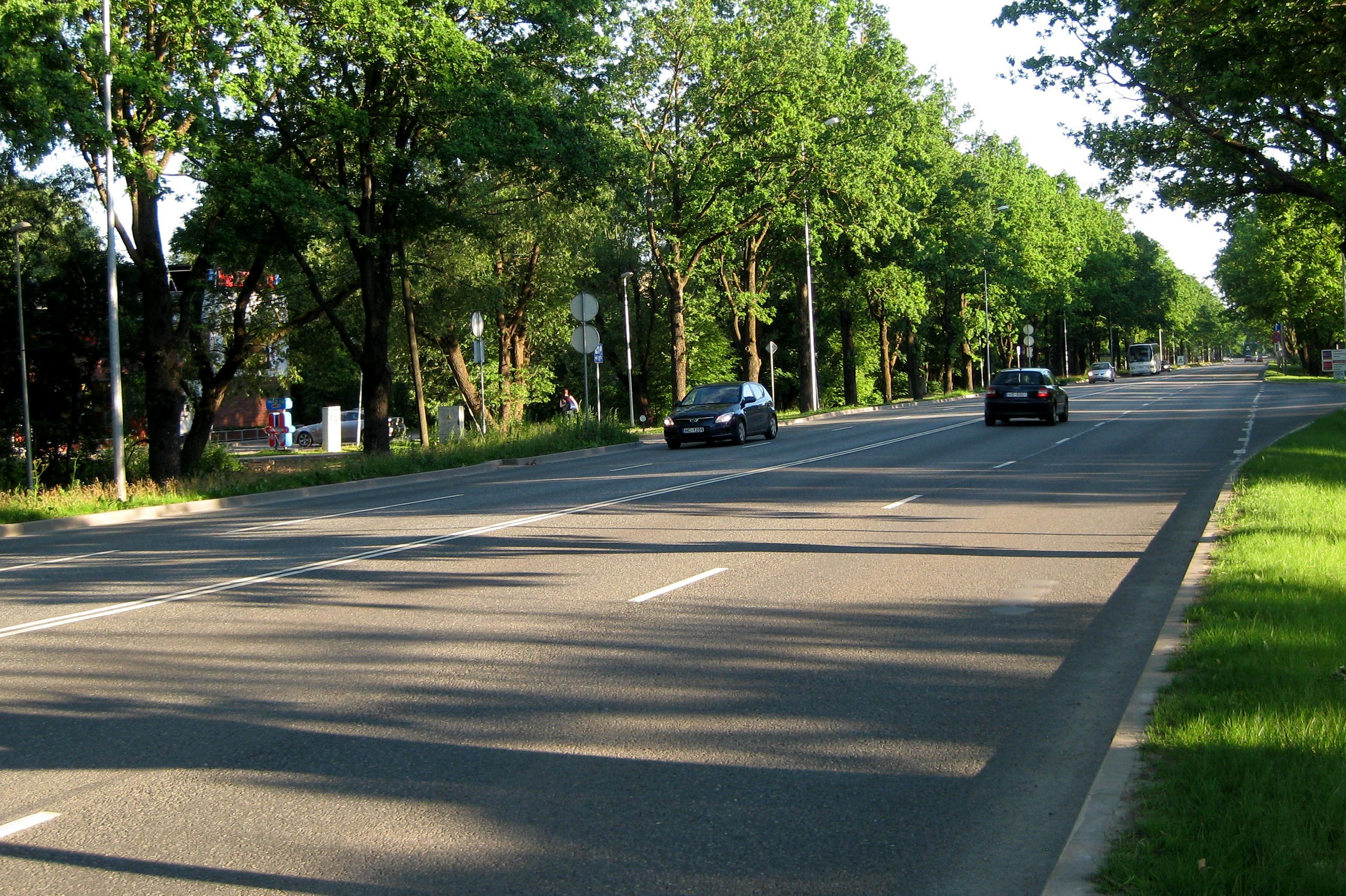
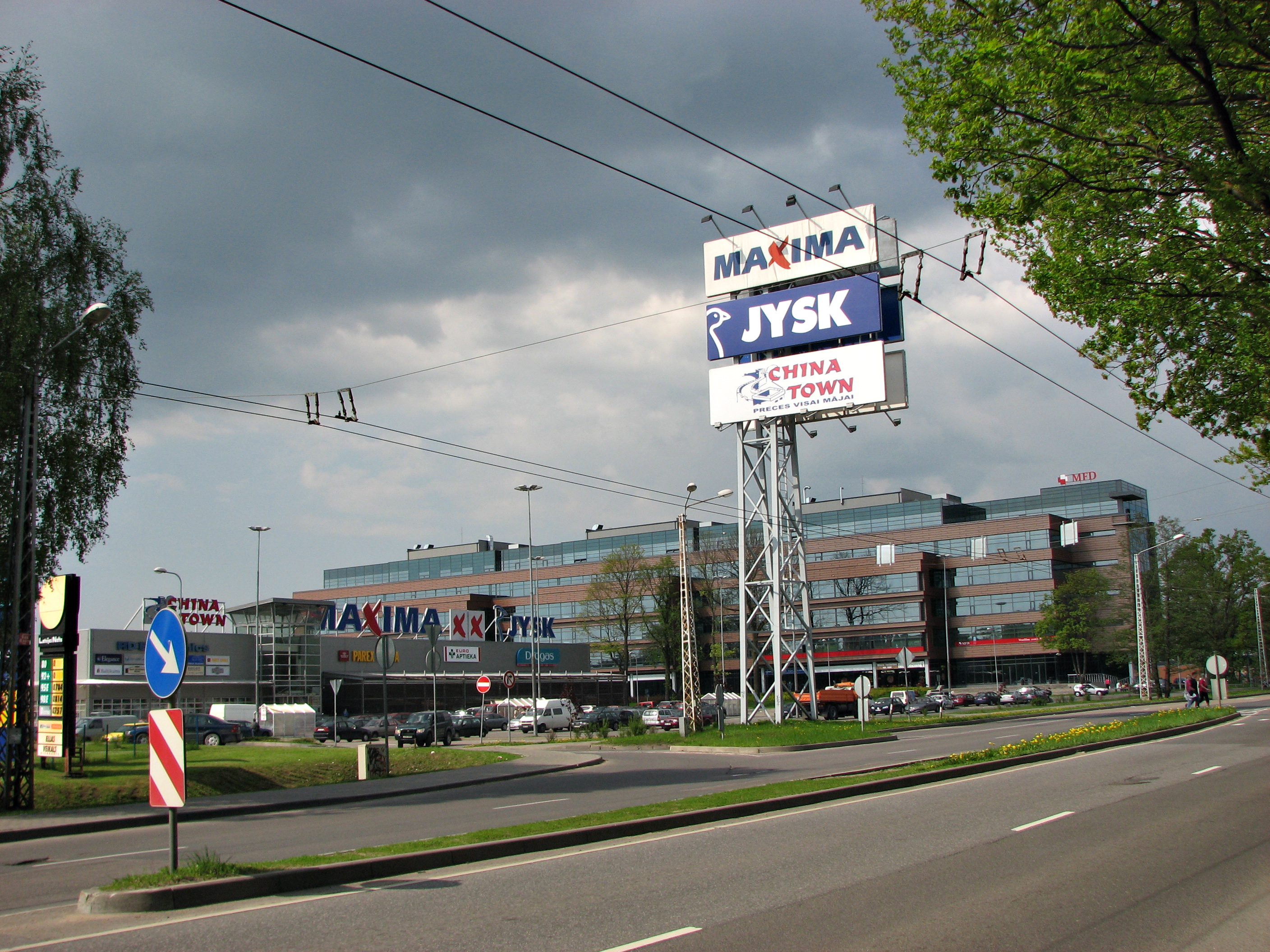
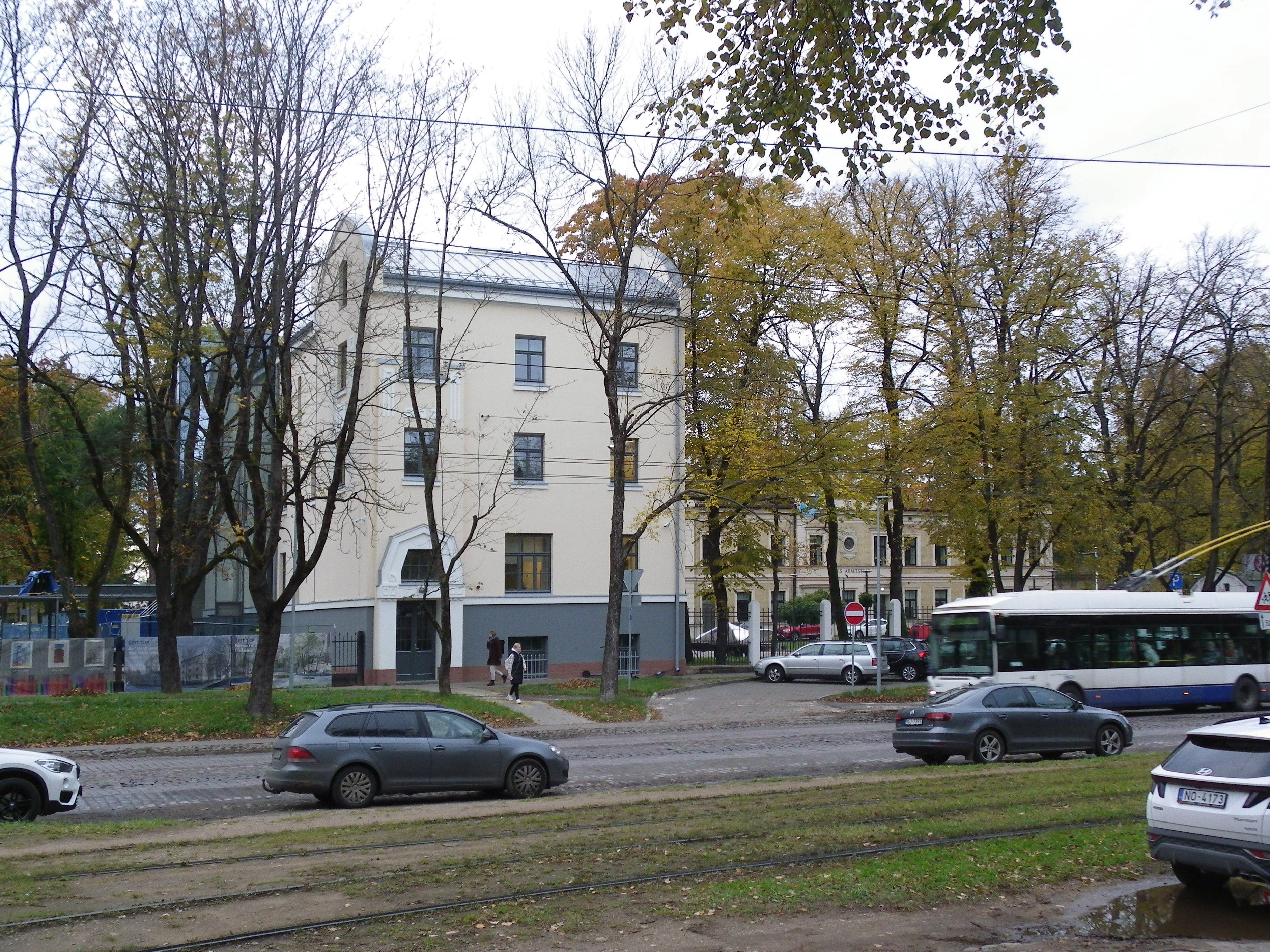
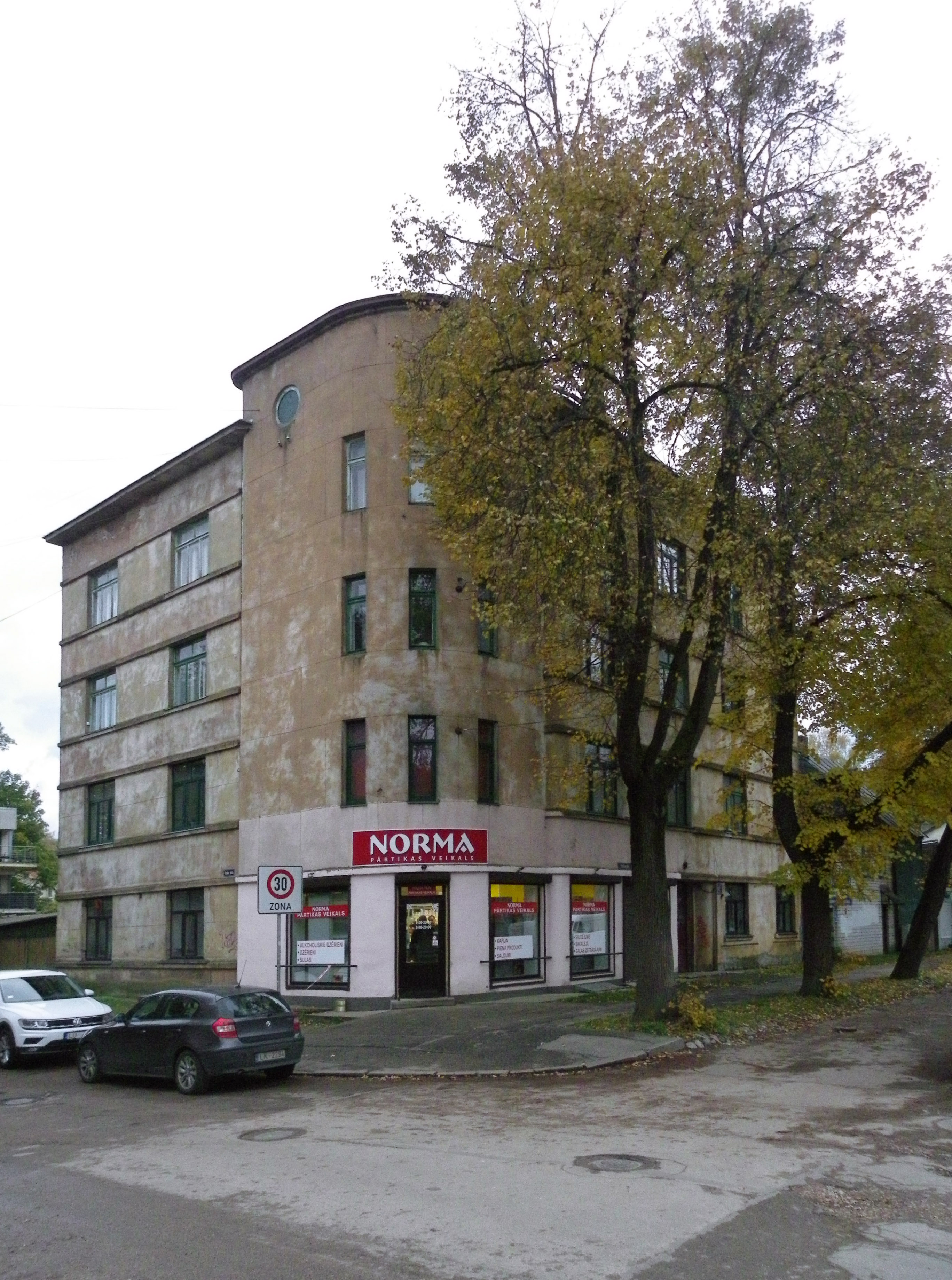

## Transports
- Tram:  10
- Bus:  44, 46
- Trolleybus : 27